# Lohong
Lohong is een bestuurslaag in het regentschap Pariaman van de provincie West-Sumatra, Indonesië. Lohong telt 1129 inwoners (volkstelling 2010).